# Ли Е
Ли Е (кит. упр. 李野, пиньинь Li Ye, род. 26 декабря 1983 года в Чанчуне провинции Цзилинь) — китайский шорт-трекист, бронзовый призёр Олимпийских игр 2002года, чемпион мира 2002 года в команде.

## Биография
Ли Е родился в 1983 году. На молодежном чемпионате мира в Секешфехерваре 2000 года он занял 3-е место в гонке на 1000 метров и 8-е место в многоборье. На командном чемпионате мира в Нобэяме занял 2-е место. В апреле на чемпионате мира в Чонджу выиграл бронзу в эстафете.
На Кубке мира в сезоне 2001/02 дважды поднялся на 3-е место и один раз на 2-е в эстафетных гонках. В январе 2002 года на юниорском чемпионате мира в Чхунчхоне выиграл серебряную медаль в беге на 500 метров и занял 5-е место в личном многоборье. На Кубке мира в сезоне 2002/03 одержал в эстафете две победы и занял 2-е место. На зимних Олимпийских играх в Солт-Лейк-Сити он стал бронзовым призёром в эстафете.
На командном чемпионате мира в Милуоки 2002 года завоевал золотую медаль чемпиона мира и на чемпионате мира в Монреале вновь выиграл бронзовую медаль. В феврале 2003 года на зимних Азиатских играх в Аомори завоевал серебряные медали в беге на 1000 м и в эстафете, а в марте на чемпионате мира в Варшаве выиграл серебряную медаль на дистанции 500 м и бронзовую в эстафете.
В сезоне 2003/04 на Кубке мира он выиграл с командой на 4-х этапах в эстафете, и по разу стал 2-м и 3-м, а также выиграл бронзу на этапе в Калгари в беге на 500 м. В 2004 году на чемпионате мира в Гётеборге стал бронзовым призёром в беге на 500 м, и серебряным — в эстафете. На Кубке мира в сезоне 2004/05 в эстафете трижды был на подиуме. Зимой 2005 года он стал чемпионом в многоборье 10-й Спартакиады народов КНР, выиграв в беге на 1500 м, заняв 3-е место в беге на 500 м и 2-е в эстафете.
В марте на командном чемпионате мира в Чхунчхоне выиграл бронзовую медаль. На Кубке мира Ли Е выиграл две бронзы в беге на 1000 и 1500 м в Бормио и Ханчжоу, а также два серебра в эстафетах. В феврале 2006 года на зимних Олимпийских играх в Турине в беге на 1000 м и в эстафете занял 5-е места. На дистанции 1500 метров он прошел в финал, но из-за фолов его дисквалифицировали.
Ли Е завоевал серебряную медаль чемпионата мира в Миннеаполисе в эстафете, а следом на командном чемпионата мира в Монреале в третий раз завоевал бронзовую медаль. Осенью на Кубке мира дважды взял бронзу в беге на 1500 м в Чанчуне и Сагенее, а также в эстафете занял 1-е место в Будапеште, два 2-х места и одно 3-е. В том же году после случайного падения он порвал сухожилие над правым голеностопным суставом. С тех пор он страдал от травм.
В феврале 2007 года на зимних Азиатских играх в Чанчуне Ли Е завоевал серебряную медаль в эстафете на 5000 м и стал бронзовым призёром на дистанциях в 500 м и 1500 м. На Кубке мира в сезоне 2007/08 в Квебеке занял 2-е места в беге на 1000 м и в эстафетах в Херенвене и Солт-Лейк-Сити. В январе 2008 года на 11-х Национальных зимних играх выиграл семь золотых медалей и вместе с Ван Мэн стал спортсменом, завоевавшим наибольшее количество золотых медалей на зимних играх Китая. На Кубке мира трижды поднимался на 6-е место в беге на 1000 м и один раз на 4-е в беге на 500 м.

## Карьера тренера
После ухода на пенсию в 2009 году Ли Е в настоящее время является тренером первой команды по шорт-треку Центра управления зимними видами спорта Чанчуня.